# 素顔のままで (長山洋子の曲)
「素顔のままで」(すがおのままで) は、日本の歌手長山洋子のアイドル歌手時代にリリースされた6枚目のシングル。発売日は1985年12月5日。

## 解説
- 表題曲「素顔のままで」は、1985年12月発売のOVA（オリジナル・ビデオ・アニメーション）『ラブ・ポジション ハレー伝説』の主題歌。このアニメーションには、長山本人も声の出演で登場し、吹き替えを行っている。
- 楽曲について、長山本人はこのようにコメントしている。
「テンポのとり方とか、表情のつけ方がとても難しい曲でした。それまで声を張って歌うことが多かったんだけど、この曲は張ってしまうと“雰囲気”がどこかに逃げていくの。どうしようと迷いに迷いました。ところでこれは『瞬間はファンタジー』に続くアニメのテーマ曲。前はテーマ曲だけだったけど、この時は生まれて初めて“吹き替え”も経験しました。「ヴィーナス」以前のレコードジャケットではこれが一番好き。」 ――― ベスト・アルバム『New Yoko Times』(ニューヨーコ・タイムス) のライナーノートより。
- 本曲は、後年歌い直して再録音され、長山が演歌歌手に転向後の2009年6月発売のシングル「瀬戸の挽夏」のカップリング曲として収録されている。
- 売上枚数は、約0.7万枚[2]。

## 収録曲
1. 素顔のままで
作詞：佐藤順英 / 作曲：花岡優平 / 編曲：若草恵
2. 夢うつつ
作詞：阿久悠 / 作曲：筒美京平 / 編曲：鷺巣詩郎